# Péter Kovács
Péter Kovács (Heves, Hungría, 28 de septiembre de 1959-22 de junio de 2024) fue un gimnasta artístico húngaro, que logró ser medallista de bronce olímpico en 1980 en el concurso por equipos.

## Carrera deportiva
En los Juegos Olímpicos de Moscú gana el bronce en el concurso por equipos, tras la Unión Soviética (oro) y Alemania del Este (plata), siendo sus compañeros de equipo: Zoltán Magyar, György Guczoghy, Zoltán Kelemen, Ferenc Donáth y István Vámos.